# Verset (Bible)
Pour l’article homonyme, voir Verset.
Le terme verset est utilisé dans la Bible pour désigner une petite unité de sens, comme une « phrase ».
Les versets se définissent comme étant toute étendue de discours poétique délimitée par l’alinéa, mais dont la longueur empêche qu’elle soit considérée comme un vers.
La division en versets est attestée dès les plus anciens manuscrits hébreux, même si elle ne recouvre pas le système actuel. Les divisions du texte y sont faites à l'aide d'espaces blancs courts (setumôt, littéralement « fermetures ») ou longs (petuchôt, « ouvertures »), correspondant assez à des « paragraphes ». Ce mot d'origine grecque désigne d'ailleurs, en paléographie, la petite barre horizontale qui se trouve, dans les manuscrits grecs, bibliques ou autres, au début d'une ligne avant laquelle se trouve une césure, indiquée également en principe par un espace blanc. 
La numérotation des versets est apparue d'abord dans le Nouveau Testament latin, au XVIe siècle. Le dominicain Sante Pagnini fut le premier à numéroter les versets dans le cadre de sa traduction de la Bible depuis l’hébreu, publiée en 1528. Robert Estienne, à Paris, et Jean Calvin, dans la Bible de Genève, eurent ensuite plus de succès dans la diffusion de leurs versifications, y compris pour l'Ancien Testament. Elle finit par s'introduire dans les Bibles hébraïques (dès 1571, semble-t-il) et grecques elles-mêmes.
Une autre division est celle adoptée par Jérôme de Stridon pour sa traduction de la Bible per cola et commata, c'est-à-dire par unités de sens adaptées à des unités de souffle, ce qui facilitait la lecture à haute voix. 

## Articles liés
- Capitation biblique
- Stichométrie